# اپل پرو فایل

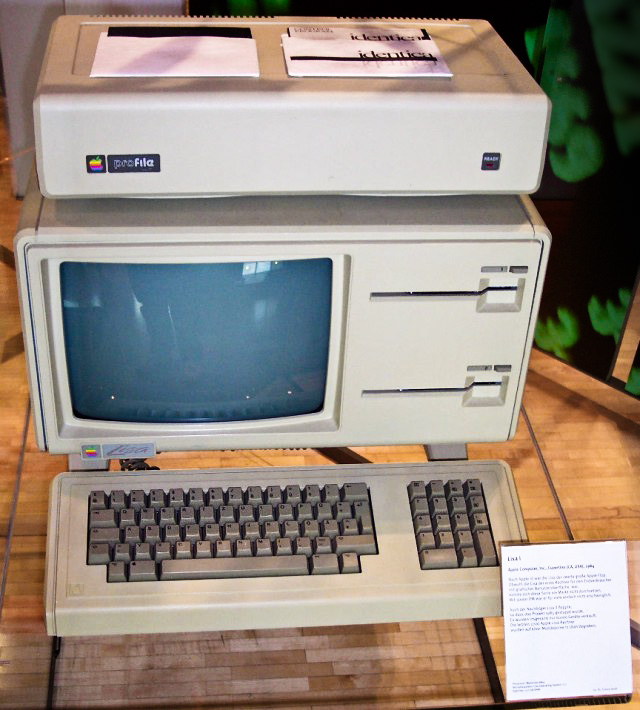
اپل لیزا با هارد دیسک پروفایل

پرو فایل اولین هارد دیسک تولید شده توسط اپل بود که در ابتدا برای استفاده در اپل III کامپیوتر شخصی ساخته شد. مدل اصلی یک ظرفیت فرمت شدهٔ ۵ مگابایتی و متصل به یک رابط ویژه که به اسلات اپل اII وصل می‌شد، ارائه شد. در سال ۱۹۸۳ اپل یک کارت رابط برای اپل II با پشتیبانی از نرم‌افزار برای اپل ProDOS و اپل پاسکال را نیز ارائه نمود.
همچنین در سال ۱۹۸۳ اپل، کامپیوتر لیزا را که به‌طور پیش‌فرض با یک پرو فایل به فروش می‌رسید را معرفی کرد. پروفایل می‌توانست به درگاه موازی موجود در لیزا یا می‌توانست به کارت رابط با دو خروجی درگاه موازی متصل شود. تا سه عدد از این کارت‌های رابط می‌توانست به لیزا متصل شود که خود این گواه این بود که هر کامپیوتر لیزا توانایی اتصال هفت عدد پروفایل را داشت.
پرو فایل ۵ مگابایتی، اولین هارد دیسک اپل بود که در سپتامبر ۱۹۸۱ و با قیمت ۳۴۹۹ دلار آمریکا معرفی شد. بعدها یک مدل ۱۰ مگابایتی از آن نیز معرفی شد اما نیاز بود که کارت واسط به روزرسانی شده، تا ۵ مگابایت باقی‌مانده نیز توسط کامپیوتر شناخته شود.
در داخل پرو فایل یک هارد دیست ST-506 سی‌گیت خام به همراه موتور پله‌ای و مکانیزیم آن، بدون بردها و مدارهای ساخته شده توسط سی‌گیت، به همراه برد الکترونیکی که توسط اپل طراحی و ساخته شده بود و یک منبع تغذیه تعبیه شده بود.
بعدها مدل‌های لیزا می‌توانستند با سیم‌پیچ صوتی اپل ویجت با حافظه داخلی ۱۰ مگابایت به همراه راه‌انداز کنترل‌کنندهٔ انحصاری که به‌طور کامل توسط اپل طراحی شده بودند، پیکربندی شوند اما ویجت هیچ‌وقت به عنوان یک محصول خارجی برای سایر کامپیوترهای اپل ارائه نشد.
اپل تا زمان ارائه هارددیسک ۲۰ که به‌طور اختصاصی برای مکینتاش 512K طراحی شده بود، هارددیسک دیگری معرفی نکرد. اپل در سپتامبر ۱۹۸۵ از هاردیسک ۲۰ پرده‌برداری کرد اما این محصول قابل استفاده در اپل II یا خانواده اپل III و حتی لیزا را نداشت. همچنین پرو فایل هم قابلیت استفاده در مکینتاش یا اپل IIc (که هیچ‌وقت اپل هارددیسک خارجی برای آن معرفی نکرد) را نیز نداشت.
در سپتامبر ۱۹۸۶، اولین هارد دیسک‌های چندسکویی ۲۰SC که مبتنی بر SCSI بودند برای مکینتاش و خانواده اپلII (به جز اپل IIc که هیچ رابط SCSIیی برای آن وجود نداشت) و همچنین سری لیزا/XL، معرفی و جایگزین پرو فایل شد.